# Wheelhouse

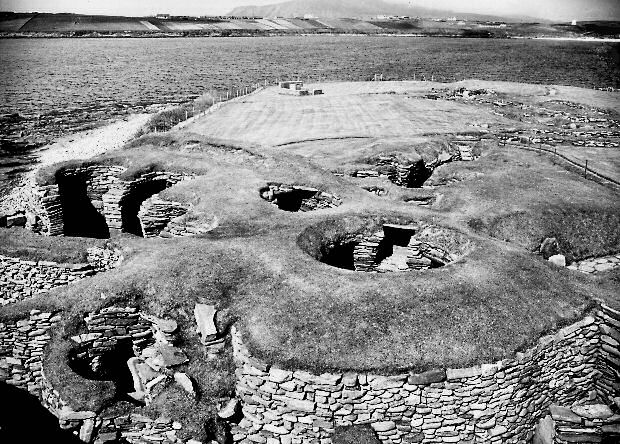
Extérieur de wheelhouse à Jarlshof.

Une wheelhouse est une structure préhistorique de l'âge du fer que l'on trouve en Écosse. Le terme fut inventé en 1855 lors de la découverte d'une ruine par C. Gordon. Celui-ci rapporta qu'elle était sur la côte ouest « environ au niveau de la mer » : on pense qu'il s'agissait de South Uist mais la localisation a été perdue. Sa forme architecturale caractéristique, liée aux complexes des maisons rondes, constituait le principal type d'habitations des Hébrides extérieures. 

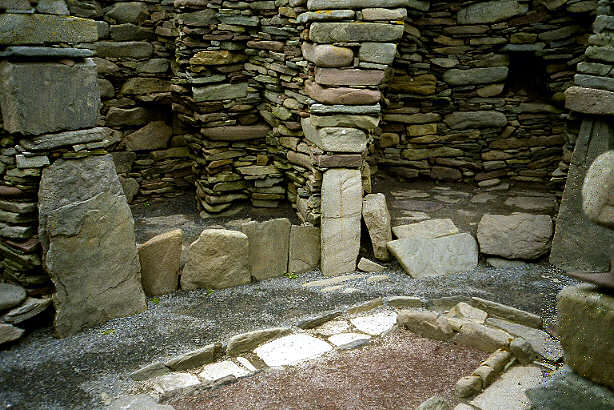
Intérieur d'une wheelhouse à Jarlshof.

## Les sites
Au total, 62 sites ont été identifiés dans les Hébrides extérieures, les Northern Isles, et sur les côtes nord de Caithness et Sutherland ; ces chiffres prennent en compte les huit sites présumés aux Orcades bien que leur existence ne soit qu'une hypothèse. D'enthousiastes archéologues amateurs firent des fouilles au XIXe siècle, mais l'examen des sites par les professionnels ne démarra pas avant les années 1830, où l'on commença des fouilles à Jarlshof et au Broch de Gurness. Le premier travail correspondant aux standards modernes fut fait dans les Hébrides en 1946 à Clettreval dans l'île de North Uist. Le peu de diversité géographique de ces sites suggère qu'ils puissent avoir été contenu dans une frontière politique ou culturelle : démarrant avec l'arrivée de la période d'influence romaine en Écosse, et s'arrêtant à la fin de celle-ci, cette coïncidence est toujours sujette à débat.

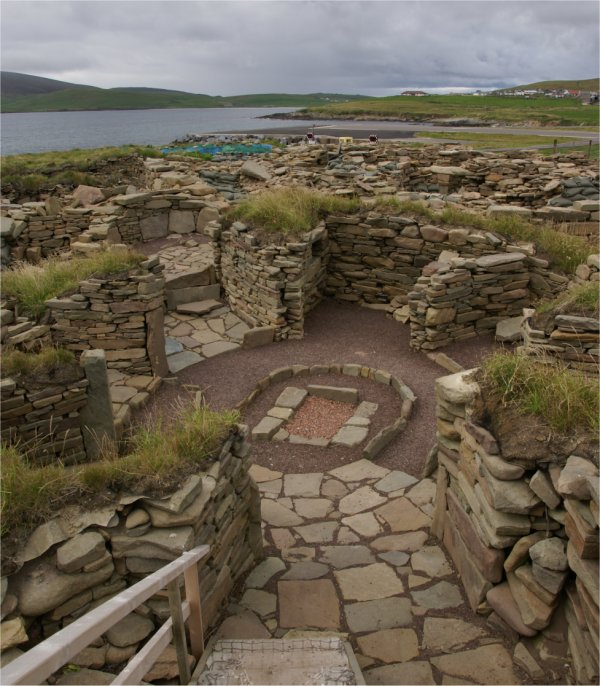
Sur le site d'Old Scatness.

## Caractéristiques

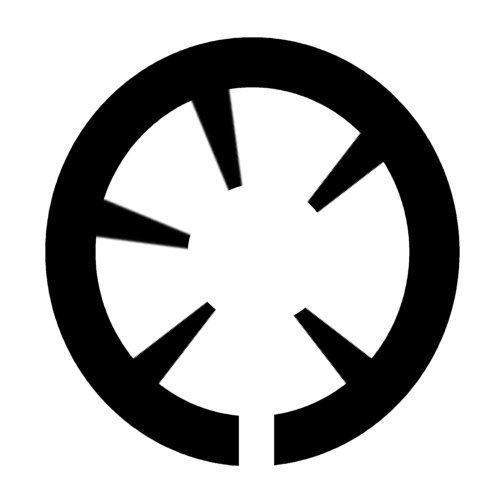
Schéma d'une wheelhouse.

Parfois appelées « maisons rondes à bas-côtés » (aisled roundhouses), leurs traits caractéristiques comprennent un mur extérieur à l'intérieur duquel un cercle de piliers en pierre (donnant lieu à une ressemblance avec les rayons d'une roue) forme la base pour les linteaux en arc supportant le toit en encorbellement avec un âtre au centre. Enfin un tiers des bâtiments ont un mur double. Leur diamètre varie de 4 m à 11,5 m. Les sites qui ont été datés tendent à être de la période entre -25 et 380. Dans les Northern Isles, 72 % des sites sont trouvés en association avec les broch et sont dans les cas ultérieurs à ces structures imposantes. Jusqu'à présent, aucun des sites à l'ouest n'a eu cette association avec les broch, mais cela reste un problème ouvert. La majorité sont creusés et seuls leurs toits auraient pu être visible au-dessus du sol - mais ils auraient fait au moins 6 m de hauteur.
De nombreux sites ont des sépultures d'animaux sous le sol, et les ossements les plus courants sont ceux de jeunes agneaux. Parmi les autres ossements, on trouve les têtes d'un humain et d'un Grand Pingouin à Cnip sur Lewis, et 60 sépultures d'ossements, comprenant des bovins, des moutons et des cochons à Sollas dans le North Uist. On trouve des menhirs dans cinq des sites, et un mortier rouge et noir dans quinze. Ces particularités tendent à soutenir l'hypothèse que la principale fonction de ces bâtiments était rituelle. Ainsi, les wheelhouse, ces maisons-roues, ne sont donc ni des roues, ni peut-être des maisons.

## Sources
- (en) Cet article est partiellement ou en totalité issu de l’article de Wikipédia en anglais intitulé « Wheelhouse (archaeology) » (voir la liste des auteurs).